# Stefan Schwegler
Stefan Schwegler (1970 - ) es un botánico suizo, que trabaja activamente sobre la familia de las orquídeas.

## Algunas publicaciones

### Libros
- 1994. Untersuchungen zur Bestäubungs- und Populationsbiologie von Ophrys insectifera und Ophrys holoserica (Estudios sobre la biología de la polinización y la población de Ophrys insectifera y Ophrys holoserica. 198 pp.

- La abreviatura «S.Schwegler» se emplea para indicar a Stefan Schwegler como autoridad en la descripción y clasificación científica de los vegetales.[1]